# Полиантос
Нарлъкьой (на гръцки: Πολύανθος, Полиантос) е село в ном Родопи, разположено в Източна Македония и Тракия в Гърция. Населението му е 712 души според преброяването от 2011 г. .

## География
Полиантос се намира на 15 километра западно от Комотини и на 30 километра източно от Ксанти. Разстоянието му до морето е 20 километра. Надморската му височина варира между 20 и 40 метра.

## История
През османския период селото носи названието Нарлъ кьой.
На 7 март 1923 г. чета на тракийската вътрешна революционна организация влиза в сражение с гръцкн войски при селото с много убити и ранени и от двете страни.

## Климат
Лятото е горещо, зимата студена. Средна годишна температура 14,9 °C, средно за януари 4,8 °C, средно за 25 юли °C. По-голямата част от валежите падат през пролетния и есенния сезон. Средногодишните валежи са 146,6 mm

## Икономика
Икономиката на селото се основава на земеделие, тъй като селяните са предимно земеделци, животновъди и пчелари. Основният поминък на селяните е памукът. Освен това се отглеждат тютюн, царевица, пшеница и слънчоглед.

## Информация за инфраструктурата
В селото работи начално училище в селото, като обучението се провежда на два езика (турски и гръцки). Селото има водопровод за питейна вода. Няма здравен център. Пътят, който осигурява достъп до селото, е асфалтов. Полиантос има електричество и стационарен телефон.